# Eivind Danielson Aakhus
Eivind Danielson Aakhus (* 18. Dezember 1854 in Bygland; † 20. April 1937 in Bygland Township, Polk County, Minnesota) war ein norwegischer Violinist und Virtuose auf der Hardangerfiedel.

## Leben
Eivind Danielson Aakhus wuchs in Bygland im Setesdal auf. Seine Eltern waren Daniel Grundeson Aakhus (1829–1891) und Birgit Eivindsdotter Aakhus (1829–1904). Er hatte sechs Geschwister. Als er 1878 in die Vereinigten Staaten auswanderte, war er schon ein versierter Musiker. Dort zog zunächst zu seinem Bruder nach Minnesota. Hier kaufte er sich zunächst ein Stück Land und bewirtschaftete es. 1880 heiratete er Gro Danielsdotter Ose (1859–1926). Sie hatten mehrere gemeinsame Kinder. Später reiste er viele Jahre als Geiger durch das Land und gab in vielen Städten vor allem mit norwegischstämmigen Bevölkerungsanteilen Konzerte. Am 13. Februar 1892 gab er ein Konzert in der Edwards Hall in Warren in Minnesota. Er wurde dort als celebrated violinist [gefeierter Violinist] angekündigt. Auf dem Programm standen norwegische Volksmelodien. Am 9. April 1896 ist ein weiteres Konzert belegt. Aakhus konzertierte wiederum in Warren gemeinsam mit Alexander Bull (1839–1914), dem Sohn des bekannten norwegischen Geigers Ole Bull. Am 9. Februar 1897 konzertierte er im Opera House in Willmar mit der Sopranistin Jennie Jorgensson und dem Geiger Fremstad.  In einer Vorankündigung einer Veranstaltung am 17. Mai 1903 in Little Falls wird er als greatest living Norvegian violinist [größter lebender norwegischer Geiger] gefeiert. Am 17. März 1904 gastierte er im New Opera House in Menomonie. Auch in diesem spielte er norwegische Weisen. Er sang aber auch unter anderem das damals populäre norwegische Lied Stev und rezitierte Texte des norwegischen Autors Hans Seland (1867–1949). Der Abend wurde als Scandinavian Entertainment angekündigt.  Zu den Feierlichkeiten des einhundertsten Geburtstag Ole Bulls  am 5. Februar 1910 in Madison, der hier eine Zeit lang gelebt hatte, gab Aakhus ein Gedenkkonzert. Später lebte er in Gran Forks in North Dakota.

## Werke (Auswahl)
- Kjende slåttar. von Olaf Fröysaa in Noten gesetzt. 1899 beim Norsk musikforlag in Oslo publiziert.  I. Fyretull II. Sevlien III. Sandsdalen IV. Hopparen V. Nordfjordingen VI. Skuldalsbruri VII. Tjugedalarsslåtten VIII. Rotniems : Knut IX. Jondalen XII. Brureslag XIII. Jørn vrenja : springar XIV. Seesnuten  XV. Svorvarnuten XVI. Skjallmøyrnuten. OCLC 30432786
- Gamle og nye slaattar. 1925 beim Norsk musikforlag in Oslo publiziert. OCLC 30432746